# Сарбаш, Сергей Васильевич
Серге́й Васи́льевич Сарба́ш (род. 12 июня 1967, Москва) — российский юрист, судья Высшего арбитражного суда Российской Федерации в отставке, доктор юридических наук, заслуженный юрист Российской Федерации (2017).

## Образование
В 1983 году окончил среднюю школу. В 1988 году поступил во Всесоюзный юридический заочный институт. Начиная с 1991 года работал юристом в одном из первых правовых кооперативов. Специализировался в области гражданского права. В 1994 году окончил Московскую государственную юридическую академию, в 1997 году Российскую школу частного права с отличием. Защитил магистерскую диссертацию на тему «Право удержания как способ обеспечения исполнения обязательств (исторический аспект)» с присвоением степени магистра частного права. 
В 1998 году на юридическом факультете МГУ им. М.В. Ломоносова защитил кандидатскую диссертацию по теме «Право удержания как способ обеспечения исполнения обязательств». В 2005 году на юридическом факультете МГУ им. М.В. Ломоносова защитил докторскую диссертацию по теме «Общее учение об исполнении договорных обязательств».

## Научная и трудовая деятельность
С 1984 по 1985 годы работал секретарем судебного заседания. После службы в армии работал судебным исполнителем. В 1996 году поступил на государственную службу в Высший Арбитражный Суд Российской Федерации. С 1996 по 2000 год работал главным консультантом Отдела анализа и обобщения судебной практики,  в 2000 году назначен заместителем начальника Управления законодательства Высшего Арбитражного Суда Российской Федерации. Постановлением Совета Федерации Федерального Собрания Российской Федерации от 13 июля 2005 года назначен судьей Высшего Арбитражного Суда Российской Федерации, с 2007 года — председатель судебного состава. Имеет высший квалификационный класс судьи. В настоящее время судья в отставке.
С 2014 по 2019 являлся начальником отдела общих проблем частного права Исследовательского центра частного права им. С.С. Алексеева при Президенте Российской Федерации и заведующим кафедрой общих проблем гражданского права.
Участвовал в законопроектной работе и работе по анализу и обобщению судебной практики. Являлся членом Совета при Президенте РФ по кодификации и совершенствованию гражданского законодательства (до 29 июля 2014г.), рабочих групп по подготовке изменений ГК РФ, членом редколлегии журналов «Вестник Высшего Арбитражного Суда РФ», «Вестник гражданского права». 
Читает лекции юристам государственного и негосударственного секторов в различных учебных заведениях. 
Арбитр Российского арбитражного центра при Российском институте современного арбитража . Автор некоммерческого проекта "Ненастоящий Арбитраж"

## Награды и звания
- Отмечен почетной грамотой Высшего Арбитражного Суда (2004) и благодарственным письмом Председателя Высшего Арбитражного Суда Российской Федерации (2007);
- награжден дипломом «Высшего цивилистического мастерства» Исследовательского центра частного права при Президенте РФ и Российской школы частного права (2005);
- имеет ведомственные награды: медаль «За заслуги перед судебной системой Российской Федерации» II степени (2011) и I степени (2013);
- награжден почётной грамотой Арбитражного суда Республики Карелия (2006);
- лауреат премии "Фемида" (2010);
- заслуженный юрист Российской Федерации (2017);
- доктор юридических наук (2005).